# The Fury of Our Maker's Hand
The Fury of Our Maker's Hand è il secondo album in studio del gruppo musicale statunitense DevilDriver, pubblicato il 28 giugno 2005 dalla Roadrunner Records.
Questo album mostra più brutalità rispetto al precedente. L'album è stato poi integrato da un'edizione speciale uscita il 31 ottobre 2006.

## Tracce
1. End of the Line – 5:02
2. Driving Down the Darkness – 3:52
3. Grinfucked – 3:32
4. Hold Back the Day – 4:14
5. Sin & Sacrifice – 5:03
6. Ripped Apart – 4:11
7. Pale Horse Apocalypse – 4:13
8. Just Run – 4:15
9. Impending Disaster – 4:09
10. Bear Witness Unto – 4:04
11. Before the Hangman's Noose – 3:51
12. The Fury of Our Maker's Hand – 4:51

### Tracce bonus dell'edizione speciale
1. Unlucky 13 – 4:06
2. Guilty as Sin – 3:06
3. Digging Up the Corpses – 3:53
4. I Could Care Less (Live) – 3:43
5. Hold Back the Day (Live) – 4:25
6. Ripped Apart (Live) – 4:29

## Formazione
- Dez Fafara - voce
- John Boecklin - batteria, chitarra
- Jon Miller - basso, chitarra
- Jeffrey Kendrick - chitarra
- Michael Spreitzer - chitarra